# تربینافین
تربینافین (به انگلیسی: terbinafine)
رده درمانی: ضدقارچ‌ها.
اشکال دارویی: قرص، قطره، کرم جلدی

## موارد مصرف
تربینافین یک ضد قارچ مورد استفاده در طیف وسیع است که در درمان عفونتهای قارچی موضعی شامل ریزش موهای پا، بدن، ران و عفونت قارچی ناخن حاصل از اپیدرموفیتون فلوکوزوم، تریکوفیتون منتاگروفیتس، تریکوفیتون روبروم و همچنین کاندیدیاز پوستی حاصل از کاندیداآلبیکنس و پیتریازیس ورسیکالر حاصل از مالاسزیا به وفور مصرف دارد.
نکته: در قارچی شدن ناخن (تینه آ آنگویوم) از تربینافین استفاده می‌کنند اما اگر ناخن خراب شده باشد ابتدا دارو درمانی و سپس جراحی انجام می‌گیرد.

## مکانیسم اثر
تربینافین اثرات ضدقارچی خود را از طریق مهار آنزیم اسکوالن اپوکسیداز که یک آنزیم مهم در بیوسنتز ارگوسترول در قارچها می‌باشد اعمال می‌نماید. این اثر موجب کاهش ارگوسترول و تجمع اسکوالن در سلول قارچ شده و باعث مرگ آن می‌گردد. کمتر از ۵٪ از دارو به دنبال مصرف موضعی جذب می‌گردد. تربینافین در طبقه شاخی پوست، ناخنها و مو توزیع شده و در آنها به غلظتهایی که بیش از غلظت پلاسمایی داروست می‌رسد.

## عوارض جانبی
ممکن است دچار سردرد، تهوع، ناراحتی معده، تغییر در حس چشایی، کاهش اشتها، اسهال، بثورات پوستی یا خارش خفیف و قرمزی پوست (خصوصاً با کرم موضعی) شوید. سایر عوارض: ضعف یا خستگی شدید، استفراغ، علایم مسمومیت کبدی مثل درد قسمت فوقانی و راست شکم، تیرگی ادرار یا کم رنگ شدن مدفوع و زردی پوست یا چشم ها؛ واکنش‌های حساسیتی شدید همچون بثورات پوستی شدید، کهیر و خارش، تورم صورت، لب‌ها یا زبان و تورم یا درد مفاصل.